# Synagoge (Launceston)

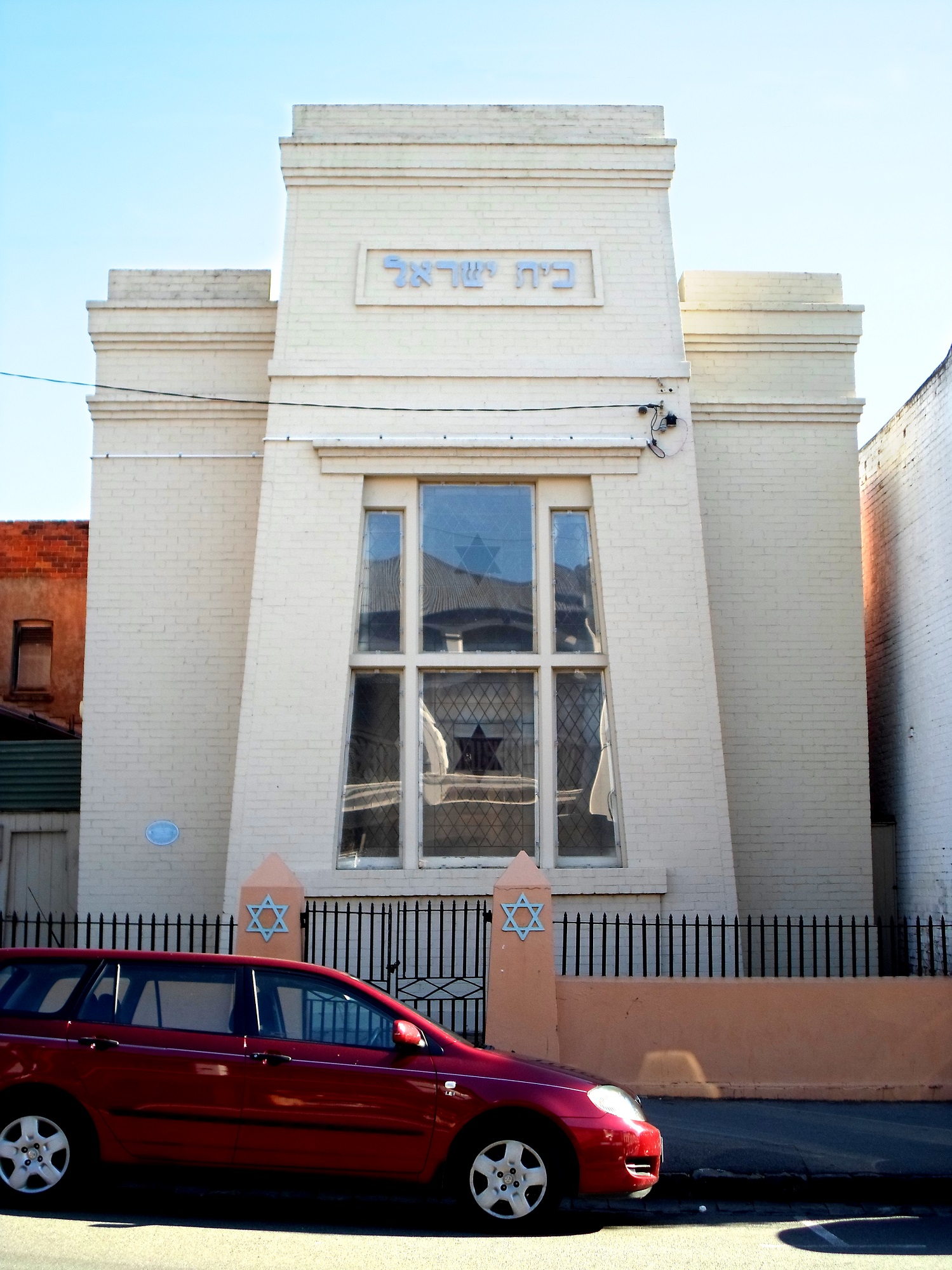
Synagoge in Launceston

Die Synagoge in Launceston, einer Stadt des australischen Bundesstaates Tasmanien, wurde 1844 errichtet. Die Synagoge in der St. John’s Street ist seit 1989 ein geschütztes Baudenkmal.
Die Synagoge im orientalisierenden Stil wurde nach Plänen des Architekten Richard Peter Lambeth (1807–1877) erbaut. Sie ist die zweitälteste Synagoge in Australien und ein seltenes Beispiel ägytisierender Architektur des Landes.